# Rondonópolis EC
Rondonópolis EC is een Braziliaanse voetbalclub uit Rondonópolis in de staat Mato Grosso. 

## Geschiedenis
De club werd in 2006 opgericht. Sinds 2008 speelt de club in de hoogste klasse van het Campeonato Mato-Grossense. 